# Alexandre Robinot
Alexandre François Robinot (né le 3 octobre 1995 à Paris) est un pongiste français.

## Biographie
Licencié au SPO ROUEN. Il est le frère de Quentin Robinot, lui aussi pongiste, avec qui il a commencé à jouer au Club de Maisons-Alfort. Il s'entraîne quotidiennement à l'INSEP : L'institut national du sport, de 
l'expertise et de la performance. 
Vice-champion de France en 2017, il remporte le titre en simple et en double en 2018,.
Il est médaillé d'argent par équipes aux Jeux méditerranéens de 2018 à Tarragone.
Il est droitier avec un style de jeu offensif et il a une tenue de raquette classique.
Alexandre Robinot possède 3300 points le 15 février 2019, ce qui le positionne  14e au classement français.

## Palmarès

### 2010
- Champion d'Europe Cadets par équipes

### 2013
- Champion de France junior

### 2014
- Vainqueur de l'Open de Croatie de tennis de table -21 ans

### 2017
- Médaillé de bronze en simple aux Universiades d'été
- Vice-champion de France en simple

### 2018
- Champion de France en simple
- Champion de France en double
- Médaillé d'argent par équipes aux Jeux méditerranéens de 2018